# Chirolophis snyderi
Chirolophis snyderi är en fiskart som först beskrevs av Taranetz, 1938.  Chirolophis snyderi ingår i släktet Chirolophis och familjen taggryggade fiskar. IUCN kategoriserar arten globalt som otillräckligt studerad. Inga underarter finns listade i Catalogue of Life.